# Jody Kristofferson
Jody Ray Kristofferson (Maui, 21 maggio 1985) è un wrestler statunitense.
È sotto contratto con la World Wrestling Entertainment (WWE) e lotta nel roster di sviluppo NXT con il nome di Garrett Dylan.
Kristofferson è il figlio del celebre musicista Kris Kristofferson.

## Carriera

### Circuiti indipendenti (2008-2012)
Kristofferson debutta nel mondo del wrestling il 13 dicembre 2008, ad uno show della Fog City Wrestling, prendendo parte ad una Battle Royal con il suo vero nome, non riuscendo a vincere. Combatte un altro match il 26 aprile 2009, perdendo contro David Dutra ad uno Show della North American Wrestling. L'11 luglio, nella Vendetta Pro Wrestling, vince il suo primo match, un 6-man Elimination Tag Team Match insieme a Black Pearl e Chimaera Sean Pulver, Tank Alvarado & Vennis DeMarco. Contro quest'ultimo perde poi qualche giorno più tardi in singolo. Passa poi in pianta stabile alla All Pro Wrestling, dove debutta il 15 agosto 2009 in un 6-man tag team match, perdendo insieme a Oliver John e Dylan Drake contro Dalton Frost, Malachi e Vinny Massaro. Ad aprile 2010, arriva in finale nella APW Young Lions Cup, ma perde l'incontro decisivo contro Corvus. Riuscirà poi a vincere l'APW Universal Heavyweight Championship il 14 gennaio 2012, sconfiggendo Jeckles. Poco dopo, firma con la WWE.

### WWE

#### Florida Championship Wrestling (2012)
Kristofferson firma un contratto di sviluppo con la WWE dopo aver superato un Tryout. Debutta il 16 febbraio 2012 al Tampa Show, dove lui, Jiro e Kevin Hackman, sconfiggono Colin Cassady, Sakamoto e Sonny Elliot in un 6-man tag team match. Il 1º marzo, compete in un altro match a squadre, dove lui, Mike Dalton, Aiden English e Colin Cassady, sconfiggono Benicio Salazar, Nick Rogers, Sonny Elliot e Sakamoto. Al Lake City Show due giorni dopo, vince per squalifica insieme a Dante Dash contro Brad Maddox e Corey Graves. L'8 marzo, batte Sonny Elliot. Il 21 marzo, fa coppia con Kevin Hackman, perdendo contro Big E. Langston e James Bronson, il giorno dopo, perde contro Alexander Rusev e, due giorni dopo ancora, contro Byron Saxton. Insieme a CJ Parker, perde contro gli Ascensions Conor O'Brian e Kenneth Cameron. Nei tapings del 26 aprile, Dylan perde insieme a Alexander Rusev e Jiro, contro CJ Parker, Mike Dalton e Jason Jordan. Il 5 maggio, fa coppia con Antonio Cesaro, perdendo contro Mike Dalton e Richie Steamboat. Dopo aver battuto Luke Harper, perde contro Kassius Ohno. Alternando vittorie e sconfitte, Dylan rimane nella FCW fino alla sua chiusura nell'agosto 2012, per poi essere trasferito insieme a tutti gli altri talenti ad NXT.

#### NXT; Team con Scott Dawson (2012-2013)
Garrett Dylan fa il suo esordio in WWE nell'edizione di NXT del 25 luglio, in un match di coppia insieme a Dante Dash, perdendo molto velocemente contro gli Ascensions Conor O'Brian e Kenneth Cameron. Nel match, Dylan non è nemmeno entrato nel ring, non essendo riuscito Dash a dargli il Tag. Il suo secondo match, è in singolo il 12 settembre contro Damien Sandow, ma perde ancora. Il 5 giugno, torna ad NXT come Tag Team partner di Scott Dawson e come manager Sylvester Lefort e i due sconfiggono nel loro match di debutto Jake Carter e Brandon Traven. Il 26 giugno, non riescono a diventare primi sfidanti ai titoli di coppia NXT, perdendo contro Corey Graves e Kassius Ohno.
Viene svincolato dalla WWE nei primi giorni di agosto 2013.

#### Ritorno (2014-presente)
Nella puntata di NXT dell'8 maggio torna in federazione come Captain Comic, un membro dei Rosebuds di Adam Rose, dove Camacho lo sconfigge.

## Titoli e riconoscimenti
All Pro Wrestling
- APW Universal Heavyweight Championship (1)

Pro Wrestling Illustrated
- 457º nella classifica dei 500 migliori wrestlers su PWI 500 (2012)